# 09/17 2007
09/17 2007 es el tercer EP del artista musical francés Danger. El EP fue lanzado el 1 de febrero de 2010. La portada muestra la vestimenta real usada por Danger, sentado sobre un parapeto, con un fondo metropolitano lleno de rascacielos. El EP tuvo únicamente 500 copias en físico.

## Composición
Danger se inspiró en el personaje Radio Reheem de Haz lo correcto de Spike Lee y los videojuegos. La inspiración se usó más para la canción "3h11", intentando un efecto walkman, influenciado por el ambiente de los años 1980 y el estado de ánimo de los años 1990. La banda Technotronic, los instrumentales breakdance y Street of Rage de Yūzō Koshiro fueron otras inspiraciones para esa canción.
Para la canción "4h30", Danger se imaginó a él mismo bajando por un siniestro callejón, solo, mientras un grupo de cyberpunks vestidos al estilo Mad Max se fijan en él. Y para "3h16", quiso crear una música para todos los chicos y jefes malos de los videojuegos, usando elementos cambiantes para crear un reino de trivialidades y una gran marcha militar inquebrantable.

## Lista de canciones
| N.º | Título                  | Duración |  |
| 1.  | «4h30»                  | 4:32     |  |
| 2.  | «3h11»                  | 4:22     |  |
| 3.  | «3h16»                  | 3:35     |  |
| 4.  | «4h30» (Riot Kid Remix) | 5:20     |  |
| 5.  | «4h30» (Oliver $ Remix) | 6:37     |  |